# 中澤日菜子
中澤 日菜子（なかざわ ひなこ、1969年3月11日 - 2025年3月23日）は、日本の劇作家、小説家。
東京都出身。慶應義塾大学文学部卒業。日本劇作家協会会員。

## 経歴

### 劇作家として
高校生のときに演劇を始める。1988年、不等辺さんかく劇団を旗揚げする。同劇団の作・演出を務める。大学卒業後は、出版社勤務の傍ら劇作を継続する。出産をきっかけとして、2001年に退社、劇作家専業となる。2007年、戯曲「ミチユキ→キサラギ」で第3回仙台劇のまち戯曲賞大賞を受賞する。2009年、「石灯る夜」が日本劇作家協会新人戯曲賞最終選考に選出。2012年、戯曲「春昼遊戯」で第4回泉鏡花記念金沢戯曲大賞優秀賞を受賞する。

### 小説家として
2012年ころより小説の執筆を始める。2013年、「柿の木、枇杷も木」で第8回小説現代長編新人賞を受賞する。2014年、同作を『お父さんと伊藤さん』に改題し刊行、小説家デビューを果たす。
2025年3月23日、脳幹出血のため沖縄県石垣市の病院で死去した。56歳没。

## 人物
好きな作家として、ドン・ウィンズロウ、梨木香歩を挙げている。
好きな落語家として、立川談春を挙げている。「演劇出身のためか、読者をなるべく飽きさせたくない。自然に気持ちよく笑わせる作品を書くことはとても難しいが、そういう笑いを提供できる作家になりたい」との旨を語っている。

## 作品リスト

### 戯曲
- 菜の花狩りに日は続き（2005年、『短編戯曲コンクール最終候補作品集』〈2005年3月、日本劇作家協会〉所収）
- ミチユキ→キサラギ（2007年11月、仙台市市民文化事業団）
- 石灯る夜（2009年、『優秀新人戯曲集 2010』〈2009年12月、ブロンズ新社〉所収）
- 春昼遊戯（2012年）

### 長編小説
- お父さんと伊藤さん（2014年1月 講談社 / 2016年8月 講談社文庫）
- おまめごとの島（2015年2月 講談社 / 2017年8月 講談社文庫）
- PTAグランパ!（2016年6月 KADOKAWA / 2017年3月 角川文庫）
- ニュータウンクロニクル（2017年7月 光文社 / 2020年11月 光文社文庫）
- Team383 (2018年4月 新潮社)
- お願いおむらいす(2019年7月 小学館)

### 短編小説集
- 星球（2015年7月 講談社）

### 短編小説
「」内が収録されている中澤日菜子の作品
- 星球（『短篇ベストコレクション 現代の小説 2015』〈2015年6月、徳間文庫〉所収）
- ユウマ（『きみは嘘つき』〈2017年8月、ハルキ文庫〉所収）

### 連載
- アイランドホッパー（web 集英社文庫）

## 映像化作品
映画
- お父さんと伊藤さん（2016年10月8日公開、監督 : タナダユキ、主演 : 上野樹里）

ドラマ
- PTAグランパ!（2017年4月2日 - 5月21日、全8話、NHK BSプレミアム、主演：松平健）
- PTAグランパ2!（2018年4月8日 - 5月27日、全8話、NHK BSプレミアム、主演：松平健）